# Маленга-Мзома
Мале́нга-Мзо́ма (англ. Malenga Mzoma) — традиційна громада у складі дистрикту Нхата-Бей Північного регіону Малаві.
Населення — 10892 особи (2018).